# Vladni
Vladni este un sat din municipiul Podgorica, Muntenegru. Conform datelor de la recensământul din 2003, localitatea are 442 de locuitori (la recensământul din 1991 erau 459 de locuitori).

## Demografie
În satul Vladni locuiesc 300 de persoane adulte, iar vârsta medie a populației este de 31,2 de ani (31,0 la bărbați și 31,4 la femei). În localitate sunt 99 de gospodării, iar numărul mediu de membri în gospodărie este de 4,46.
|  |

| Demografie | Demografie | Demografie |
| An         | Locuitori  | Locuitori  |
| ---------- | ---------- | ---------- |
|            |            |            |
|            |            |            |
|            |            |            |
|            |            |            |
| 1948       | 245        |            |
| 1953       | 208        |            |
| 1961       | 289        |            |
| 1971       | 348        |            |
| 1981       | 441        |            |
| 1991       | 459        | 397        |
| 2003       | 651        | 442        |

| \| Componența etnică conform recensământului din 2003[2] \| Componența etnică conform recensământului din 2003[2] \| Componența etnică conform recensământului din 2003[2] \| Componența etnică conform recensământului din 2003[2] \| Componența etnică conform recensământului din 2003[2] \| \| ----------------------------------------------------- \| ----------------------------------------------------- \| ----------------------------------------------------- \| ----------------------------------------------------- \| ----------------------------------------------------- \| \| \| \| \| \| \| \| Albanezi \| Albanezi \| \| 358 \| 80,99% \| \| Muntenegreni \| Muntenegreni \| \| 45 \| 10,18% \| \| Musulmani \| Musulmani \| \| 30 \| 6,78% \| \| Bosniaci \| Bosniaci \| \| 2 \| 0,45% \| \| Sârbi \| Sârbi \| \| 1 \| 0,22% \| \| necunoscută \| necunoscută \| \| 2 \| 0,45% \| |              |  |     |        |
| Componența etnică conform recensământului din 2003 |              |  |     |        |
| |              |  |     |        |
| Albanezi | Albanezi     |  | 358 | 80,99% |
| Muntenegreni | Muntenegreni |  | 45  | 10,18% |
| Musulmani | Musulmani    |  | 30  | 6,78%  |
| Bosniaci | Bosniaci     |  | 2   | 0,45%  |
| Sârbi | Sârbi        |  | 1   | 0,22%  |
| necunoscută | necunoscută  |  | 2   | 0,45%  |